# Comostola levata
Comostola levata là một loài bướm đêm trong họ Geometridae.